# Ada híd
Az Ada híd (szerbül: Мост на Ади / Most na Adi) ferdekábeles híd, amely Ada Ciganlija szigetének csúcsánál köti össze Szerbia fővárosának, Belgrádnak Čukarica és Újbelgrád kerületeit a Száva felett. A 200 méter magas pilon a sziget csúcsán helyezkedik el, amelyet nagy mennyiségű betonnal erősítettek meg, és kissé megnövelték, hogy erősebb alapokat biztosítsanak neki. Az építkezés 2008-ban kezdődött el, a híd 2012. január 1-jén nyílt meg, míg a rávezető utak 2013-ban készültek el. Befejezésekor a világ leghosszabb egypilonos ferdekábeles hídja volt.
A híd már a tervpályázat meghirdetése után megosztotta mind a szakembereket, mind a politikusokat. Akik támogatták a hidat, azt állították, hogy ez a legszebb és a legfunkcionálisabb az összes belgrádi híd közül, míg az ellenzők megalománnak, túl drágának és feleslegesnek nevezték. A híd 2012-es megnyitása óta mégis a város egyik szimbólumává vált.

## Története

### Előzmények
1923-ban Đorđe Kovaljevski építész elkészítette a terület első urbanizációs tervét, amelyben hidat tervezett Ada Ciganlija szigete felett. Abban az időben született meg a leendő belgrádi belvárosi körgyűrű kezdeti elképzelése, amelynek a híd fontos része lett volna. Ez az út több, különböző néven szereplő terv része volt, ezekben egyetlen közös pont volt: az Ada Ciganlija feletti híd. A korai tervekben a hidat közelebb helyezték az időközben kialakított Száva-tóhoz, míg a végső projekt a hidat a sziget legvégére helyezte az ökológiai aggályok miatt.
A második világháború után, amikor Belgrád minden Száva feletti hídja elpusztult, ennek az nyomvonalnak leértékelődött a jelentősége, mivel a belvároshoz közelebb eső hidak pótlása kapott prioritást, így a projektet a 2000-es évek elejéig szüneteltették.

### Tervezése
A híd előzetes tervezésének versenyét 2004-ben rendezték meg. Tizenkét vállalat nyújtott be ajánlatot, a nyertes tervet a szlovén Ponting cég adta be. A híd tervezői Viktor Markelj és Peter Gabrijelčič építészek voltak. A nyertes tervet a zsűri egyhangúlag választotta ki, amelynek elnöke Nikola Hajdin, a Szerb Tudományos és Művészeti Akadémia elnöke és a belgrádi új vasúti híd építésze volt. A Belgrádi Építészek Szövetsége is támogatta a projektet, és úgy értékelte, hogy az kortárs és releváns a jövőbeli belgrádi látkép számára. A tervet 2005-ben a Hajdin vezette zsűri első díjjal tüntette ki, és 2006-ban hivatalosan is kiválasztották a megvalósításra.
A győztes koncepció szerint az új híd ferdekábeles kivitelű, amelyet egyetlen központi pilon tart meg. A legnagyobb fesztávolságú szakasz 8600 tonna hídszerkezeti acélból (S355J2 + N osztály) épül fel és 80 tartókábel függeszti fel. Az Újbelgrád felőli megközelítést egy 388 méteres utófeszített vasbeton szerkezettel oldották meg, amit gerendás-konzolos tartókkal támasztottak alá, hasonlóan a túlsó oldal 200 méteres felvezető szakaszához. A hídfedélzet elemeit Kínában gyártották és szállítható egységekben juttatták el tengeri és folyami útvonalon Rotterdamon keresztül a Rajna–Majna–Duna-csatornán keresztül a belgrádi építkezés melletti előszerelési udvarra. A híd fedélzetének alátámasztására szolgáló tartókábelek maximális hossza körülbelül 373 m, és összesen 8080 kábelhez 1280 tonna kiváló minőségű acélt használtak fel, melyek legnagyobb vastagsága legfeljebb 91 szál.  A hídpálya három közúti sávot és egy villamos vágányt, valamint járdát tartalmaz mindkét oldalán.
A hidat úgy tervezték, hogy jelentősen, akár 40%-kal is csökkentse a belvároson és a régebbi Gazela hídon áthaladó forgalmat. A tervezett forgalma óránként 12 000 járművet tett ki, valamint fennáll annak a lehetősége is, hogy a jövőbeni belgrádi metróvonalakhoz is felhasználják, amely rajta keresztezné  a Szávát. A tervek szerint a híd a még építés alatt álló belgrádi belvárosi félkörgyűrű része lesz.

### A híd építése
Az eredeti, legoptimistább tervek szerint a hidat 2008-ban kellett volna befejezni, ehhez képest csak 2008 decemberében kezdődtek meg a fő munkálatok a Száva jobb partján, amikor az első pillérhez az összesen hétből próbafúrások készültek. A határidő 40 hónap volt, és a tervek szerint a költségvetés 118 millió eurót tett ki. Hamar kiderült, hogy az ár magasabb lesz, miközben a helyszínen problémák jelentkeztek. Több kivitelező, köztük a szlovén alvállalkozó csődbe ment, és úgy tűnt, hogy a határidő sokat csúszhat. Az építkezés azonban a tervek szerint folytatódott, és a híd két oldalát 2011 augusztusában összekötötték. Később még abban az évben az építkezés befejeződött, és a hidat 2012. január 1-jén, újév hajnalán nyitották meg a közforgalom előtt látványos tűzijáték keretében, amikor polgárok és turisták tömege gyűlt össze, hogy átsétálhassanak rajta. A kavicságyat ugyan lefektették, de a leendő vasúti sínek lefektetésére még néhány évet várni kellett.

### Kiegészítő beruházások
Bár 2012 januárja óta használatban van, 2017 decemberéig még nem adták ki a hivatalos használatbavételi engedélyt a hídra. 2017 nyarán a hidat összekötötték a Tošin Bunar utcával az újonnan épített körúton keresztül, amelyet az 1998-as košarei csatában elesett harcosokról neveztek el. 2018 januárjától még három nagy építőipari vállalkozás dolgozik annak érdekében, hogy a híd az előrejelzések szerint teljes mértékben működőképessé váljon, és teljesítse rendeltetését. A vállalkozások további teendői magukban foglalják a villamosvágányok lefektetését, az útkapcsolatok kiépítését Rakovica környéke felé és a leendő topčideri alagút fúrását.
2016-ban a városi tisztviselők bejelentették, hogy az első villamosok 2017-ben haladhatnak át a hídon de a híd közepén futó villamospályák építésével kapcsolatos pályázati felhívást a városvezetés csak 2016 decemberében írta ki, és ez eredménytelen lett, így 2017 decemberében megismételték. A projekt 2,7 km  új, kettős nyomtávú pályát tartalmazott, amelynek összeköttetést kellett kiépíteni a meglévő útvonalakkal Újbelgrádba és a Banovo Brdoba. A pályázat határideje 2018. január volt, így a villamosoknak 2019-ben kellett volna üzembe állniuk. Az újbelgrádi a kapcsolatot a Đorđa Stanojevića utcánál hozták volna létre, folytatva a töltést és az északi bekötőutat a híd közepéig. A Čukarica felőli oldalon a Banovo Brdo és Rakovica határán csatlakozik a meglévő útvonalhoz. A jövőbeli villamosmegállók helyeit, közvetlenül a híd végpontjainál, már előre kialakították. A további munkálatok közül a már meglévő, a Topčiderka folyón átnyúló hidat eltávolították, de az oszlopokat megőrizték és felhasználták az új vágányhídhoz. Néhány előkészítő munka 2018 márciusában kezdődött, és abban a hónapban később a város szerződést írt alá az Energoprojekt holdinggal, amely 25,3 millió eurós ajánlatával megnyerte a pályázatot. Az építkezésnek 420 napon belül kellett elkészülnie. Egy hónapig tartó tesztelés után 2019. július 4-én megkezdődött a villamos forgalom a hídon. Kezdetben két vonal lépte át a hidat: a 11L (Tašmajdan–Blok 45) és a 13-as (Banovo Brdo–Blok 45). A nyitás után hat hónappal azonban ismét folytatódtak a munkálatok a pályákon, míg az új, 2019 decemberi pályázat „érthetetlen okokra” hivatkozva számos hibát tárt fel az előző projektben.

## Galéria

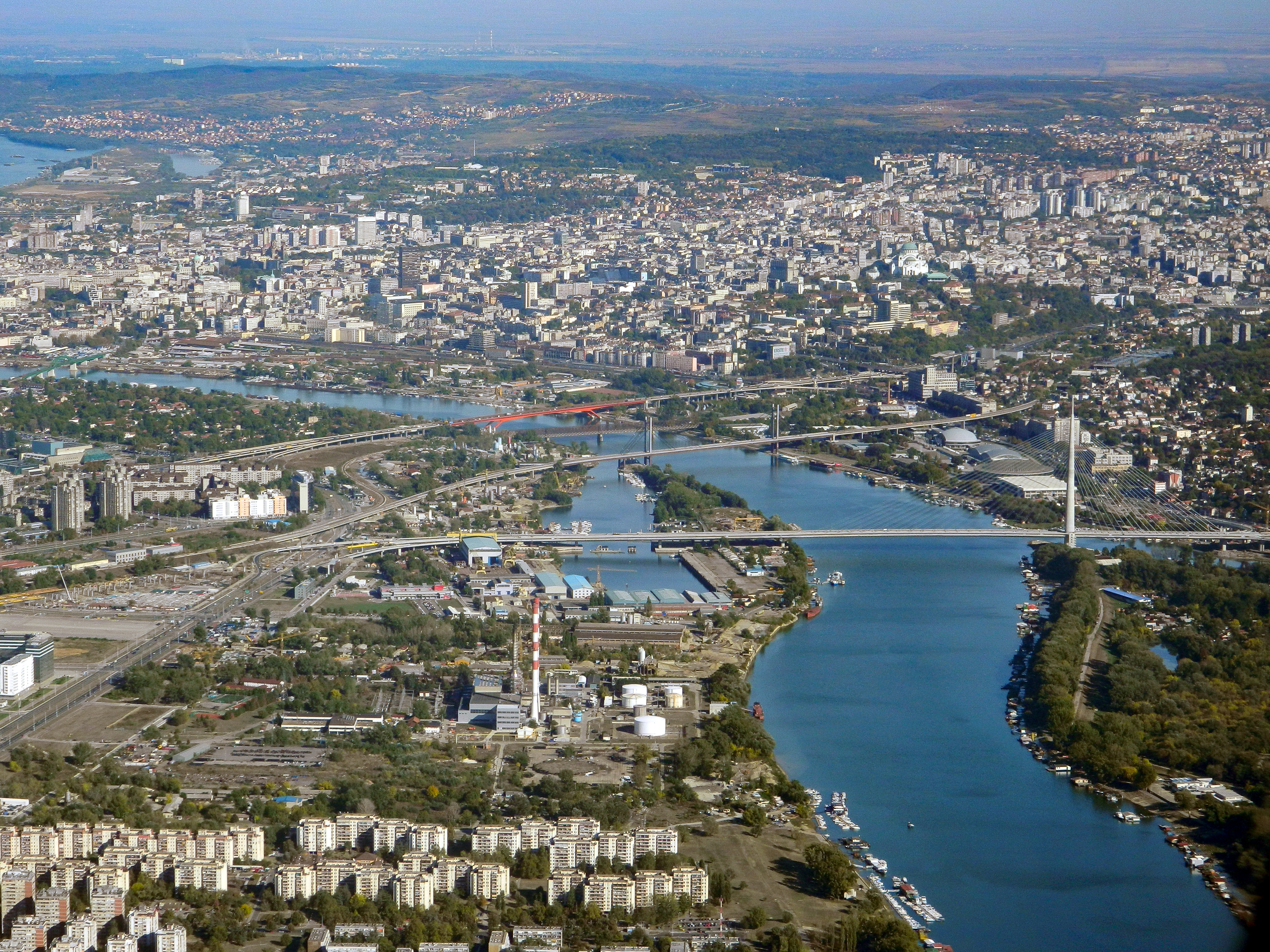
Belgrád 5 Száva-hídja, legelöl az Ada híd
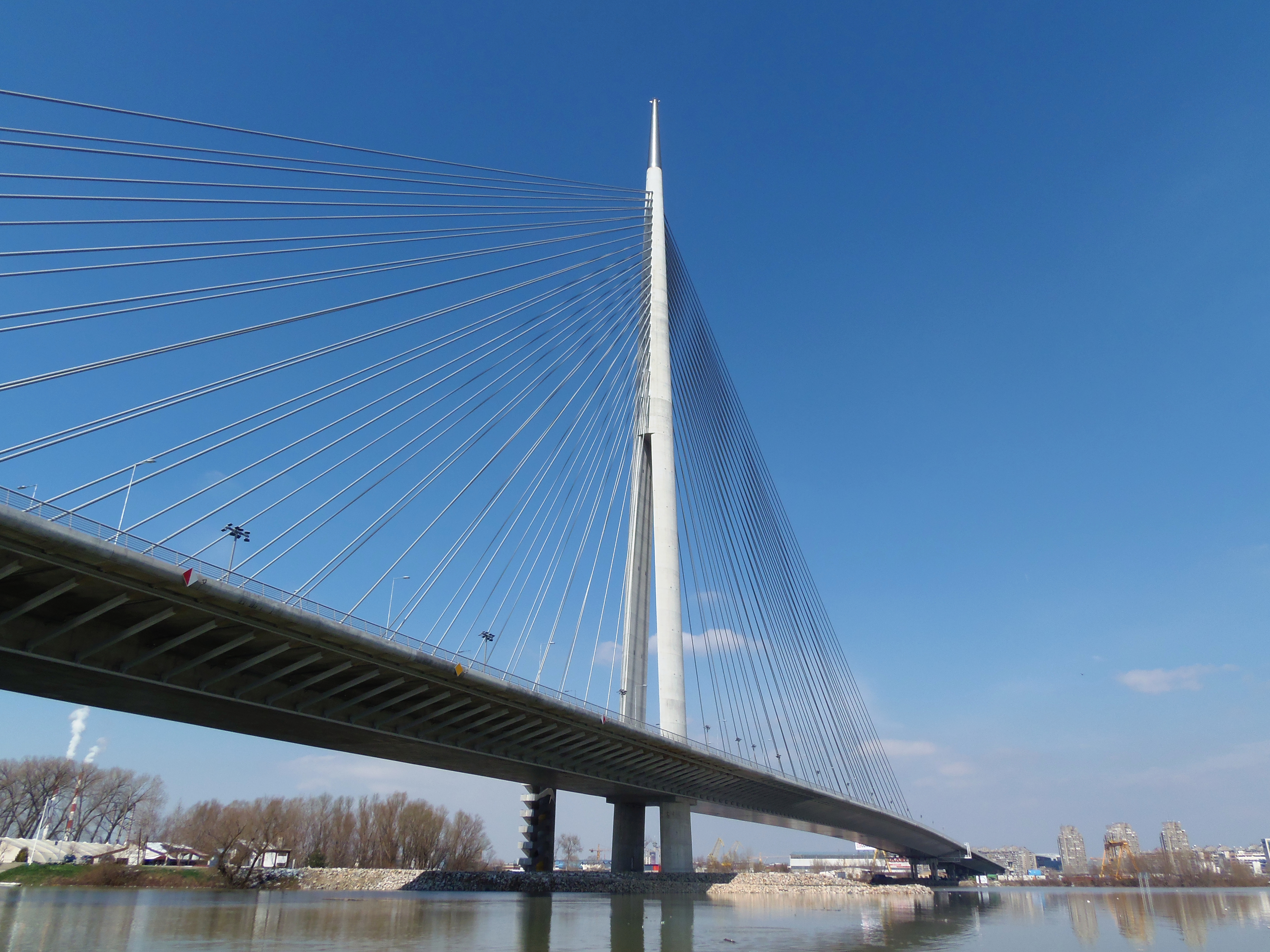
A ferdekábeles tartószerkezet
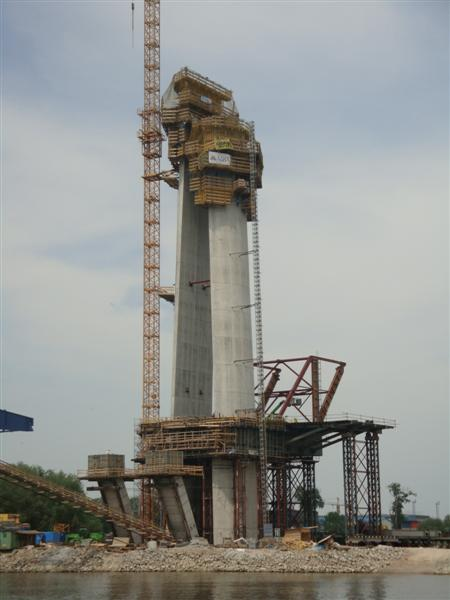
A főpilon építése
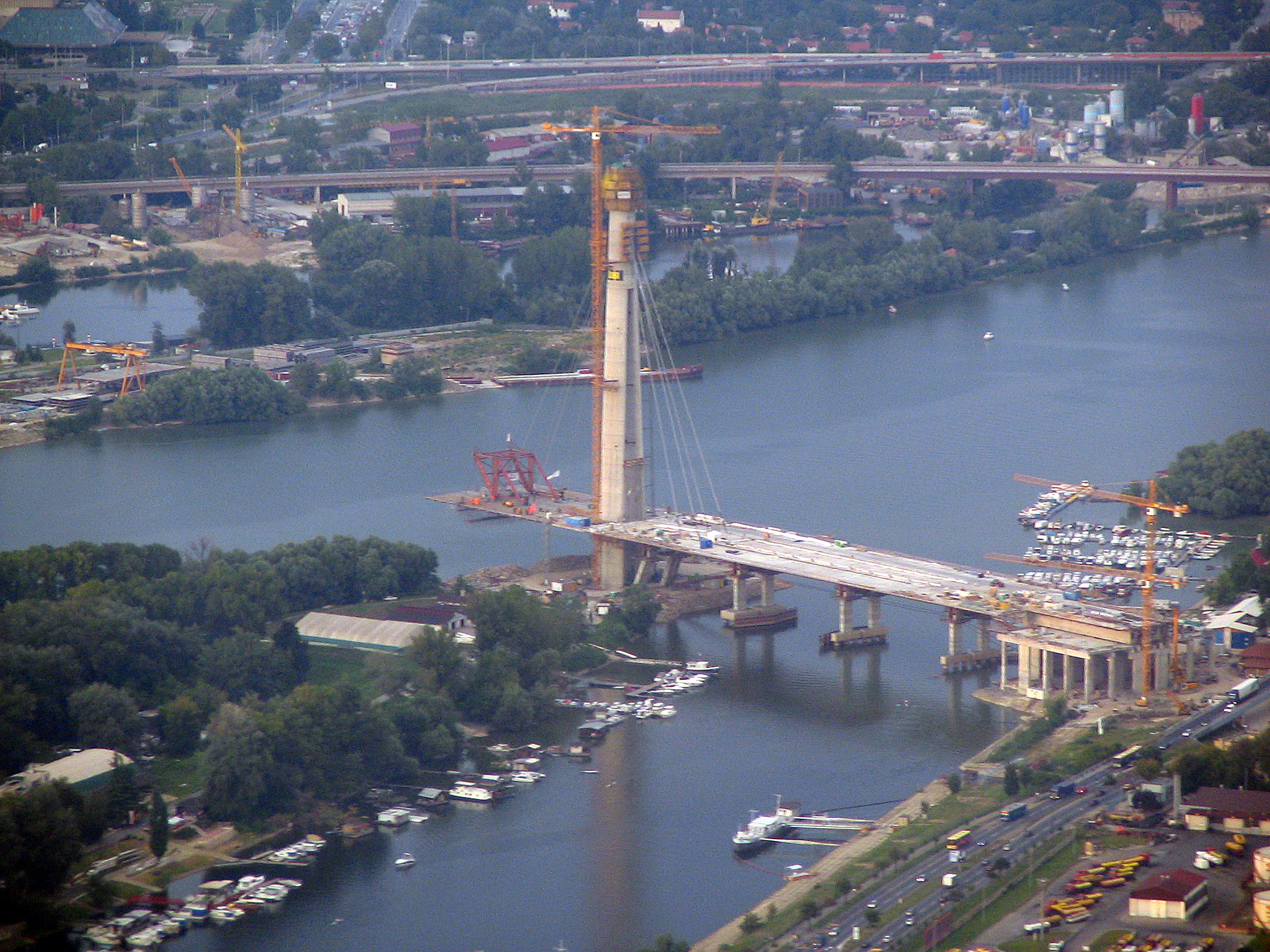
A főmeder feletti szakasz építése
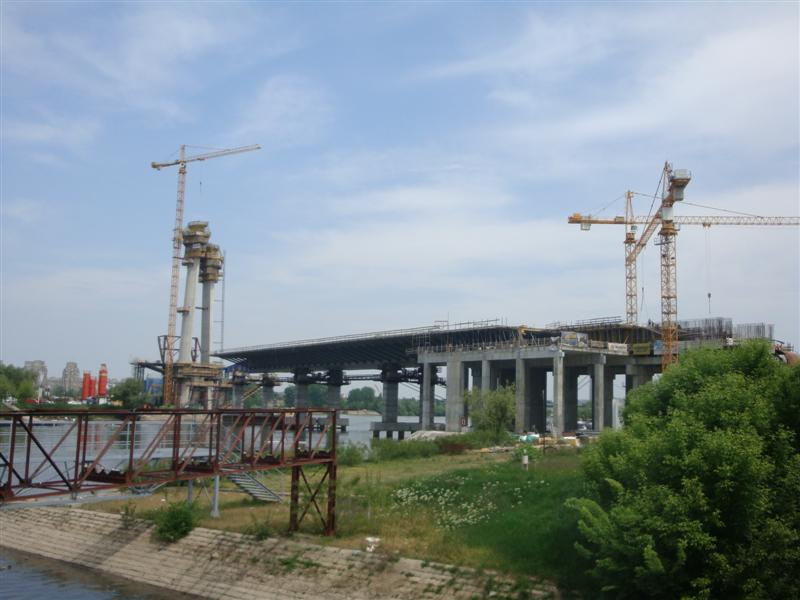
A konzolos hídszakasz építése
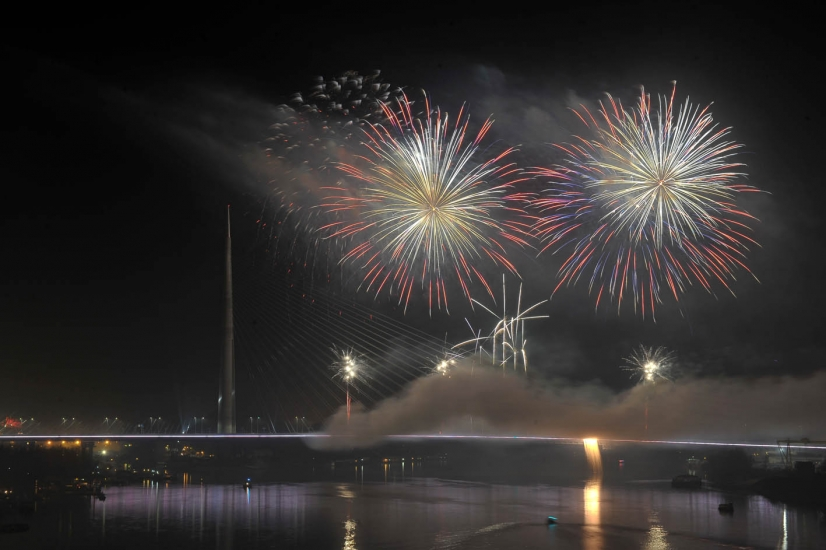
Az ünnepélyes átadás 2012. január 1-jén
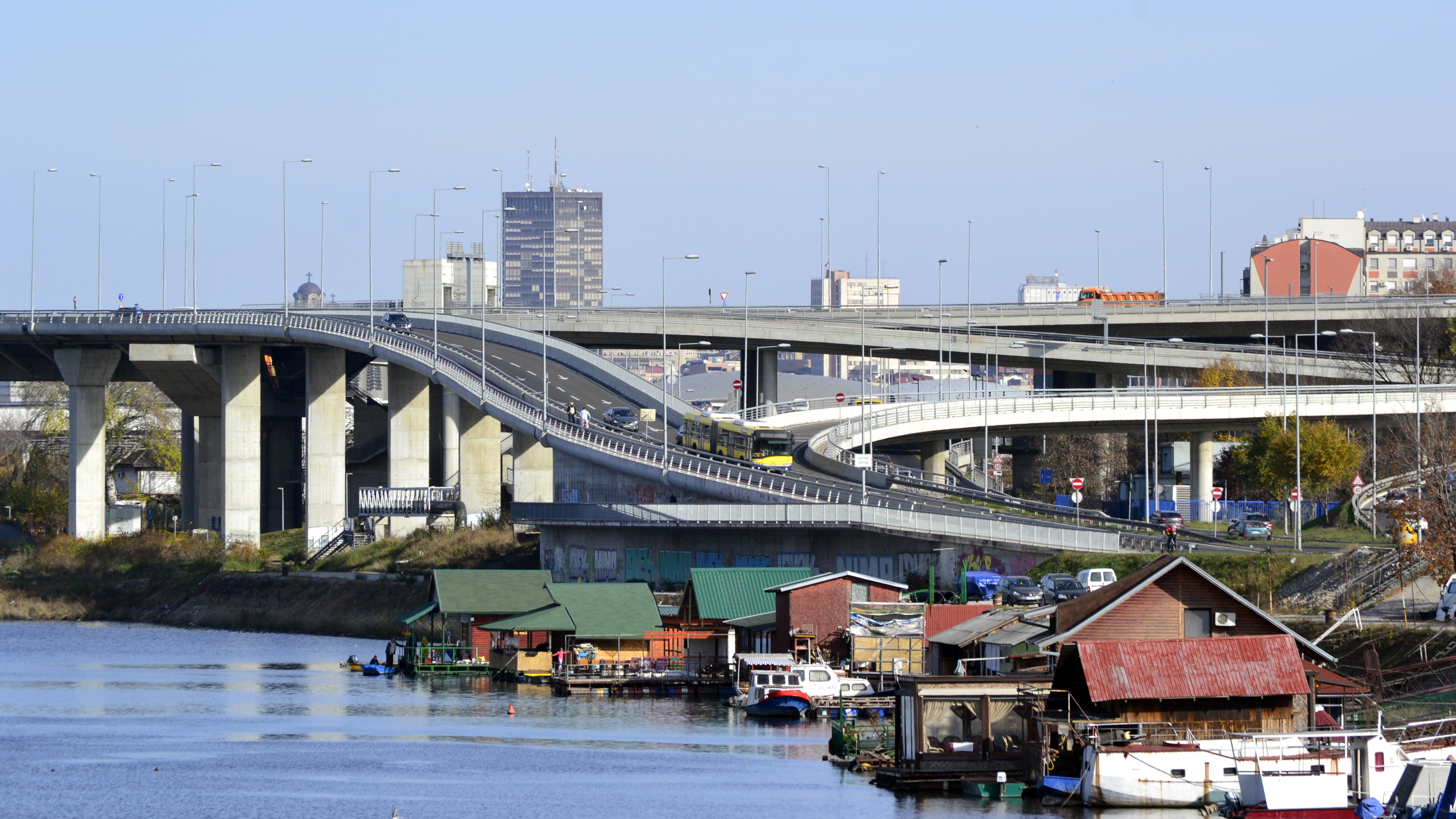
A jobb parti felvezető utak
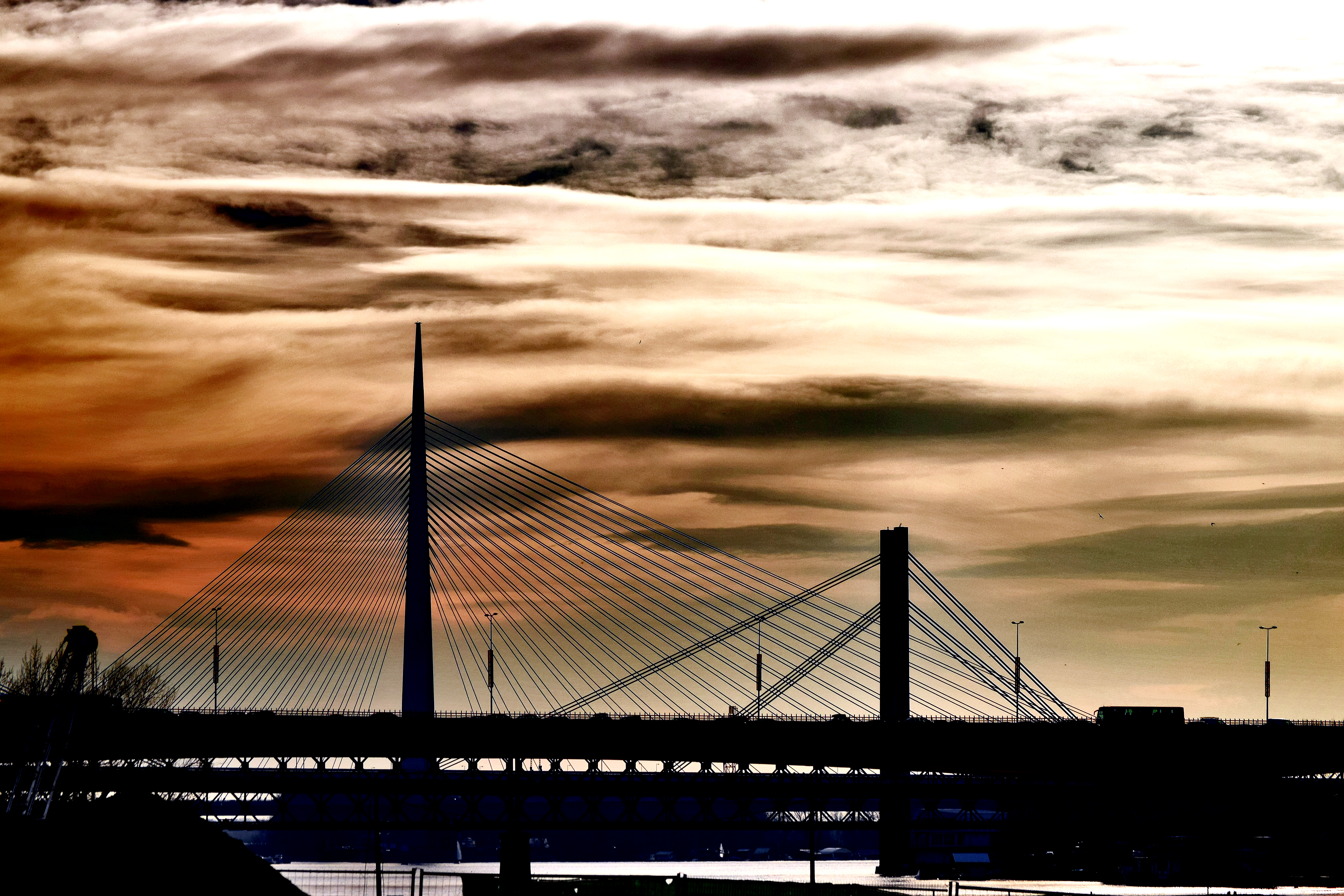
Az Ada és az új vasúti híd sziluettje

## Fordítás
- Ez a szócikk részben vagy egészben  az   Ada Bridge című angol Wikipédia-szócikk ezen változatának fordításán alapul.  Az eredeti cikk szerkesztőit annak laptörténete sorolja fel. Ez a jelzés csupán a megfogalmazás eredetét és a szerzői jogokat jelzi, nem szolgál a cikkben szereplő információk forrásmegjelöléseként.